# Pedro de Deza Manuel
Pedro de Deza Manuel (Siviglia, 26 marzo 1520 – Roma, 27 agosto 1600) è stato un cardinale e vescovo cattolico spagnolo.

## Biografia
Era figlio di Antonio de Deza e di Beatriz de Guzmán. Tra i suoi parenti c'erano altre figure ecclesiastiche, quali l'arcivescovo Diego de Deza e il cardinale Juan Pardo de Tavera.
Studiò all'Università di Salamanca, nella quale divenne professore di diritto.
Fu vicario generale dell'arcivescovo di Santiago di Compostela per otto anni. Fu arcidiacono di Calatrava nell'arcidiocesi di Toledo tra il 1555 ed il 1559.  Partecipò alla campagna contro la rivolta dei Moriscos (1568 - 1571) di Granada conseguente alle leggi promulgate dal re Filippo II.
Papa Gregorio XIII lo elevò al rango di cardinale nel concistoro del 21 febbraio 1578, con il titolo di cardinale presbitero di San Ciriaco. Nel 1584 optò per il titolo di cardinale presbitero di Santa Prisca che lasciò nel 1587 per il titolo di cardinale presbitero di San Girolamo dei Croati, che tenne fino al 1597, allorché optò per il titolo di cardinale presbitero di San Lorenzo in Lucina. Divenne cardinale protopresbitero nel 1598.
Fu consacrato vescovo il 18 giugno 1600 dopo essere stato nominato cardinale vescovo di Albano il 24 aprile di quell'anno. Morì quattro mesi dopo all'età di 80 anni. La sua salma fu tumulata provvisoriamente nella chiesa di San Lorenzo in Lucina a Roma e successivamente traslata in Spagna.
Verso il 1590 aveva acquistato un palazzo romano di monsignor Tommaso del Giglio, realizzato tra il 1560 e il 1565 su progetto del Vignola, che egli fece ampliare da Martino Longhi il Vecchio e che nel febbraio 1605 egli vendette alla famiglia Borghese: il palazzo, dopo gl'interventi voluti dal cardinale Scipione Caffarelli-Borghese, prese il nome di Palazzo Borghese.

## Conclavi
Il cardinale Deza partecipò ai seguenti conclavi:
- conclave del 1585, che elesse papa Sisto V
- Conclave del settembre 1590, che elesse papa Urbano VII
- conclave dell'ottobre-dicembre 1590, che elesse papa Gregorio XIV
- conclave del 1591, che elesse papa Innocenzo IX
- conclave del 1592, che elesse papa Clemente VIII

## Genealogia episcopale
La genealogia episcopale è:
- Cardinale Guillaume d'Estouteville, O.S.B.Clun.
- Papa Sisto IV
- Papa Giulio II
- Cardinale Raffaele Sansone Riario
- Papa Leone X
- Papa Paolo III
- Cardinale Francesco Pisani
- Cardinale Alfonso Gesualdo di Conza
- Papa Clemente VIII
- Cardinale Pedro de Deza Manuel